# Пісочник американський
Пісочник американський (Charadrius nivosus) — вид сивкоподібних птахів родини сивкових (Charadriidae).

## Поширення
Гніздиться в Еквадорі, Перу, Чилі, на півдні та заході США та в Карибському басейні. Гніздиться на піщаних морських узбережжях і солонуватих внутрішніх озерах, зрідка трапляється на прісних водоймах.